# آخر الملوك (مسلسل)
آخر الملوك مسلسل تلفزيوني تراجيدي عراقي، من إنتاج عام 2010.

## أحداث المسلسل
تتمحور حلقات المسلسل حول حياة فيصل الثاني (2 مايو 1935 - 14 يوليو 1958)، آخر ملوك المملكة العراقية، والأحداث التي مرت بها الأسرة الحاكمة، والعراق ككل.

## طاقم العمل

### تأليف
- فلاح شاكر.

### إخراج
- حسن حسني.

### منتج منفذ
- علي السعدي.

### إنتاج
- قناة الشرقية.

### ممثلون
- خليل فاضل خليل.
- هديل كامل.
- حكيم جاسم.
- سمر محمد.
- ذو الفقار خضر.
- نهال عنبر.
- مهدي الحسيني.
- سلام زهرة.
- تمارة جمال.
- فلاح هاشم.
- محمد خير الجراح